# BPR Global GT Series
Die BPR Global GT Series war eine internationale Rennserie, in der seriennahe Supersportwagen und Sportwagen eingesetzt wurden. Die Serie wurde 1994 gegründet und lief bis Ende 1996. Sie wurde 1997 durch die FIA-GT-Meisterschaft ersetzt.

## Geschichte
Die Serie wurde Anfang der 1990er Jahre durch die Initiative von Jürgen Barth, Patrick Peter und Stéphane Ratel gegründet. Die Anfangsbuchstaben der Gründernachnamen bildeten die Bezeichnung BPR. Das internationale Langstreckenrennen ersetzte die Serie zu der Sportwagen-Weltmeisterschaft, die im Jahr 1992 beendet wurde. Stéphane Ratel als Inhaber der SRO Motorsports Group zeichnete für die Serie und war auch für die kommerziellen Vermarktungsrechte verantwortlich.
Die Serie begann 1994 mit acht Rennen, darunter auch Veranstaltungen in Japan und China. Die Rennen dauerten in der Regel rund vier Stunden und es was waren alle seriennahen Sportwagenklassen zugelassen. Hauptsächlich nahmen zuerst private Teams und Fahrer teil.
1995 wurde die Serie auf zwölf Rennen erweitert und verschiedene Supersportwagenhersteller mit Werksteams wie McLaren mit dem F1 GTR, Ferrari mit F40 GTE und Jaguar mit XJ220 nahmen an der Serie teil. In den niedrigeren Klasse waren die Konkurrenten Porsche mit dem 911 GT2 und De Tomaso Pantera. 1996 wurden die Rennen mit homologierten Supersportwagen der Klasse GT1 und GT2 ausgetragen. Aufgrund der hohen Beteiligung und dem Interesse der Hersteller entschied die Fédération Internationale de l’Automobile (FIA), dass die Serie 1997 in die FIA-GT-Meisterschaft übernommen wurde.
Obwohl der BPR-Serie durch die FIA Entscheidung praktisch beendet war, gründete Patrick Peter in Frankreich eine neue Serie in Verbindung mit der französischen FFSA Motorsport-Organisation. Bekannt wurde diese Serie als FFSA GT Championship. Die Fahrzeuge waren leistungsschwächer als die in den anderen Jahren der BPR Series. Stéphane Ratel gründete die die GTR-Euroserie im Jahr 1998 für Privatteams. Die GTR-Euroserie übernahm auch das 4 Stunden Rennformat.

## Gesamtwertung BPR Global GT Series
|      | Fahrer                                  | Team                                    |
| ---- | --------------------------------------- | --------------------------------------- |
| 1994 | 8 Rennen ohne FIA Meisterschaftswertung | 8 Rennen ohne FIA Meisterschaftswertung |
| 1995 | Thomas Bscher John Nielsen              | David Price Racing McLaren F1 GTR       |
| 1996 | Ray Bellm James Weaver                  | GTC Competition McLaren F1 GTR          |